# シスコン兄とブラコン妹が正直になったら
『シスコン兄とブラコン妹が正直になったら』（シスコンあにとブラコンいもうとがしょうじきになったら）は、葉乃はるかによる日本の漫画作品。略称はシスブラ。
本作は偶然の切っ掛けから「恋人ごっこ」を行うこととなった兄妹の関係性を物語の主題としている。2017年11月27日に、Cygamesの漫画サイト「サイコミ」にて、毎週月曜日を基準に週間連載が始まった。2018年5月30日に単行本一巻が発売され、アニメイト、ゲーマーズ、メロンブックス、COMIC ZIN、コミックとらのあな、WonderGOOなどで購入者限定特典が配布された。
妹ヒロインの中でも、作者の葉乃はるかと担当編集者が実妹派であったことが本作の物語に繋がったという。単行本第1巻の帯には葉乃が「実兄妹主義」であることが掲示されている。

## あらすじ
男子高校生深見律（ふかみ りつ）と、その妹深見詠（ふかみ うた）は、コンピュータゲームを共通の趣味とする仲の良い実の兄妹である。ある日のこと、律は友人のグループから放課後の遊びに誘われていたが、先に遊ぶ約束をしていた詠のために帰宅を決意し、彼女がいると言って誘いを断ろうとする。しかし、律は友人たちと別れてすぐの場所で偶然詠と鉢合わせ、友人たちからあれが律の彼女かと尋ねられたため、律はその場で友人たちには分からないように詠に自分の彼女になってほしいと持ち掛け、彼女のふりをしてほしいと頼む。律のことが好きだった詠は半ばそれを本気にしつつ承諾する。この日から、律と詠は兄妹でありながら外では恋人同士を演じるというルールに従うこととなる。

## 登場人物
担当声優は、音声ドラマでの配役。
深見 律（ふかみ りつ）
詠の実兄で、本作の主人公。妹の詠とは幼少期から仲が良く、高校生になった後彼の自室でよく二人でゲームに興じている。詠のことを思いやる優しさを持っている。ゲームの腕は確かなものであり、北條亜美によると彼女の今までの対戦相手の中で一番強かったという。当初は「恋人ごっこ」として始まった詠とのデートだったが、逢瀬を重ねるにつれ妹への恋心を自覚し始め、どのようなことがあっても詠の傍におり、詠を幸せにすると誓うに至る。
高校卒業後はゲームクリエイター専門学校に通うため実家を離れ、詠が卒業して進学するのを機に事実婚状態の同居を始める。
深見 詠（ふかみ うた）
声 - 櫻井海亜
律の実妹で、本作のヒロイン。誕生日は12月23日。律とは違う学校（女子校）に通う。料理がうまく、毎日兄のために弁当を作って持たせている。
律から「恋人ごっこ」を持ちかけられ、それに乗るが、実は元々兄のことが好きで、このことをきっかけにして恋人として甘えられることに喜んでいる。ファッションへの興味は薄かったが、「恋人ごっこ」が始まってからは率先して可愛い服を選ぶようにしている。女子校へ進学したのも、元々は「中高生になれば兄にも彼女ができるかもしれない」「自分は妹でいなければいけない」と思っていたからだった。兄との恋人関係を将来のことも含めて真剣に考えており、16歳の誕生日を控え、彼と結婚ができないという事実を再認識し打ちひしがれる。しかし、誕生日の夜にて、律から左手の薬指に指輪を贈られると共に、この先もずっと一緒にいるとの誓いを受け、満面の笑みで自身も同じ誓いをする。
「彼氏」が実兄であることを同級生や両親に知られて苦悩するも兄への愛は変わらず、卒業後の進学を機に律と住み始め管理栄養士を目指している。
北條 亜美（ほうじょう あみ）
律の同級生の女子。濃い化粧をした派手なギャルであり、長い付け爪でも器用にスマホゲームをこなす。律のことを気に入っている素振を見せる。軽薄な印象を受ける外見と裏腹に成績は良いが、実は家の決まり事で成績が10番以上に入らなければ自身の好きな格好ができないため、懸命に努力をしていた。恋人であるはずの律と詠が似ていることや、同じ臭いがすることにいち早く気づき、早くから兄妹なのではないかと疑っていた。そして、最も早くに彼らが恋人と同時に兄妹であることを見破る人物となる。結局は身を引いて律への想いに区切りをつけ、詠ともよき友人の間柄となる。
翔吾（しょうご）
律の同級生で、外見はチャラ男風。蛍と交際することになり彼女の濃いオタク趣味にもマメに付き合っている。
蛍（ほたる）
詠の同級生で、三つ編みメガネのオタク女子。好きな漫画の話になると饒舌になる。海に行ったのがきっかけで翔吾と交際を始める。
綾乃（あやの）
詠の同級生で、ロングヘアの丁寧な言葉遣いの少女。お嬢様らしく、親の決めた婚約者がいるらしい。
芽衣子（めいこ）
詠の同級生。中学生の時からの彼氏がいる模様。

## 書誌情報
- 葉乃はるか『シスコン兄とブラコン妹が正直になったら』講談社、全3巻。
  1. 2018年5月30日発売、ISBN 978-4-06-509265-1
  2. 2018年12月28日発売、ISBN 978-4-06-514222-6
  3. 2019年6月28日発売、ISBN 978-4-06-516641-3

- 葉乃はるか『シスコン兄とブラコン妹が正直になったら』新装版、小学館、全4巻。
  1. 2020年4月30日配信
  2. 2020年4月30日配信
  3. 2020年4月30日配信
  4. 2020年4月30日配信